# José Nicolas
José Nicolas est un photographe français, né le 4 avril 1956 à Casablanca.

## Biographie
Né d’un père militaire français et d’une mère d’origine marocaine à Casablanca, José Nicolas parcourt l’Afrique tout au long de son enfance, au gré des affectations de son père.
De retour en France à l’âge de 10 ans, il intègre le Prytanée national militaire  puis rejoint les unités parachutistes et effectue plusieurs opérations extérieures;  au Liban, Tchad et en Centrafrique, Djibouti.
Il découvre la photographie au contact des reporters d’images qui couvrent les opérations militaires. Parmi eux, Yan Morvan de l’agence Sipa et Jacques Pavlovsky de l’agence Sygma. 
Ce dernier lui offre un ouvrage du photojournaliste Gilles Caron, un « déclic » pour le jeune homme.
En 1977, il achète son premier boîtier, un appareil photo Nikkormat et débute les reportages amateur sur le terrain.
En 1982, dans Beyrouth ouest assiégé, José Nicolas rencontre Bernard Kouchner qui vient de fonder l’association Médecins du monde. 
Le temps d’une permission, il propose ses services comme ambulancier. Au cœur d’une ville bombardée il photographie les actions des « french doctors » évacuant les victimes des combats. Cette première expérience préfigure la suite de la collaboration avec Bernard Kouchner.
En patrouille dans les rues de la capitale libanaise en 1983, il est grièvement touché par le tir d’un sniper. Rapatrié en France, il est réformé à l’âge de 29 ans.
De retour à la vie civile, il se consacre pleinement à la photographie et poursuit son engagement en faveur des missions humanitaires de Médecins du monde. 
Il repart sur le front, armé cette fois-ci de ses appareils photos. 
Du Liban au Kurdistan, de l’Afghanistan à la mer de Chine, quatre missions s’échelonnent de 1982 à 1987 d’où il rapporte un témoignage oculaire du quotidien des équipes de médecins et infirmiers, combattants, soldats, victimes et blessés. Des villes en décombres aux provinces reculées, il photographie tour à tour une opération dans les sous-sols d’un collège chrétien, l’entraînement des femmes moudjahidin du Komala, un hôpital de fortune installé dans le Wardak un camp dans les montagnes kurdes iraniennes, ou le sauvetage des boat-people.
En 1984, il rencontre Gökşin Sipahioğlu, le fondateur de l'agence Sipa Press qui l’engage comme photoreporter. 
Pendant 12 ans, il parcourt le monde pour couvrir en images les « news » des conflits internationaux pour l’agence française : Liban (1984 à 1986), Afghanistan (1984,1986), Kurdistan (1984), Surinam (1986), révolution en Roumanie (1989), Tchad (1984,86,87,90), guerre Iran-Irak (1985-1987), Liberia et Côte d'Ivoire (1990), guerre du Golfe (1991), Bosnie (1991 à 1996), Somalie (1992-1993), Rwanda (1994) et des reportages en Sierra Leone, Madagascar…
Lors de retours en France, il photographie personnalités et hommes politiques : sœur Emmanuelle, Michel Portal, François Mitterrand, Jacques Chirac, Lionel Jospin, François Hollande, Bernard Kouchner, Jean François Deniau…
Blessé lors d’un reportage sur l’opération Turquoise au Rwanda en 1994, José Nicolas quitte peu de temps après l’agence Sipa, s’installe à Aix-en-Provence et devient photographe indépendant. Il collabore avec des revues françaises et étrangères et poursuit ses reportages à l’étranger : Jérusalem, Égypte, Kosovo, Cambodge, Côte d’Ivoire, Ghana, Éthiopie, Togo, Zanzibar, Burkina Faso, Guyane, Afghanistan…
En 2014, il s’investit dans des ONG, photographie les missions sur le terrain, Haïti, Togo, Ghana et organise des ventes aux enchères et des expositions au profit d'associations.
Depuis 2014, il revisite l’ensemble de ses archives qui font l’objet d'exposition et publications - notamment les ouvrages French Doctors, en 2017 et Tchad 1980-1997, en 2018 - tout en continuant ses travaux photographiques personnels. Il se consacre en parallèle à la redécouverte et valorisation de fonds de photographes.    

## Publications
- Souffle du monde pour ACF,  BBK, 1997
- Les soldats de l’ombre, BBK, 1999
- GIPN - Au cœur de l’action, Éditions L’Instantané, 2005
- Savon de Marseille, Éditions Loubatières, 2006
- Aux pays des Ocres, Éditions Loubatières, 2006
- Légion Étrangère, Éditions L’esprit de tous les combats, 2009
- Vivre pour vivre - 1979-2011 : parcours d’un photographe, 2011
- Afghanistan, Task Force, Éditions L’esprit de tous les combats, 2011
- Les hommes des roseaux, Éditions Actes Sud, Éditions du Rouergue, 2012
- 40 ans de photo-journalisme. Génération Sipa, (collectif), textes de Michel Setboun, Sylvie Dauvillier,  Éditions de La Martinière, 2012
- Le Bandol, textes de Pascal Périer et Pierre Citerne, Éditions. Loubatières, 2013
- Les vins du Rhône : Côtes et Vallée, avec Jean Serroy, Éditions Glénat, 2013
- Cambodge, monographie, avec Bernard Stéphane, les carnets de la création, Éditions de l'Œil, 2017
- José Nicolas, French Doctors : Une aventure humanitaire, Paris, La Martinière, 2017, 192 p. (ISBN 978-2-7324-7992-7)
- José Nicolas, Tchad : 1980-1997, Paris, Imogène, 2018, 128 p. (ISBN 978-2-900840-01-6)
- Photos de reporters : Spécial Liberté Chérie,  Éditions Elocquent, 2020

## Expositions, festivals, galeries et signature

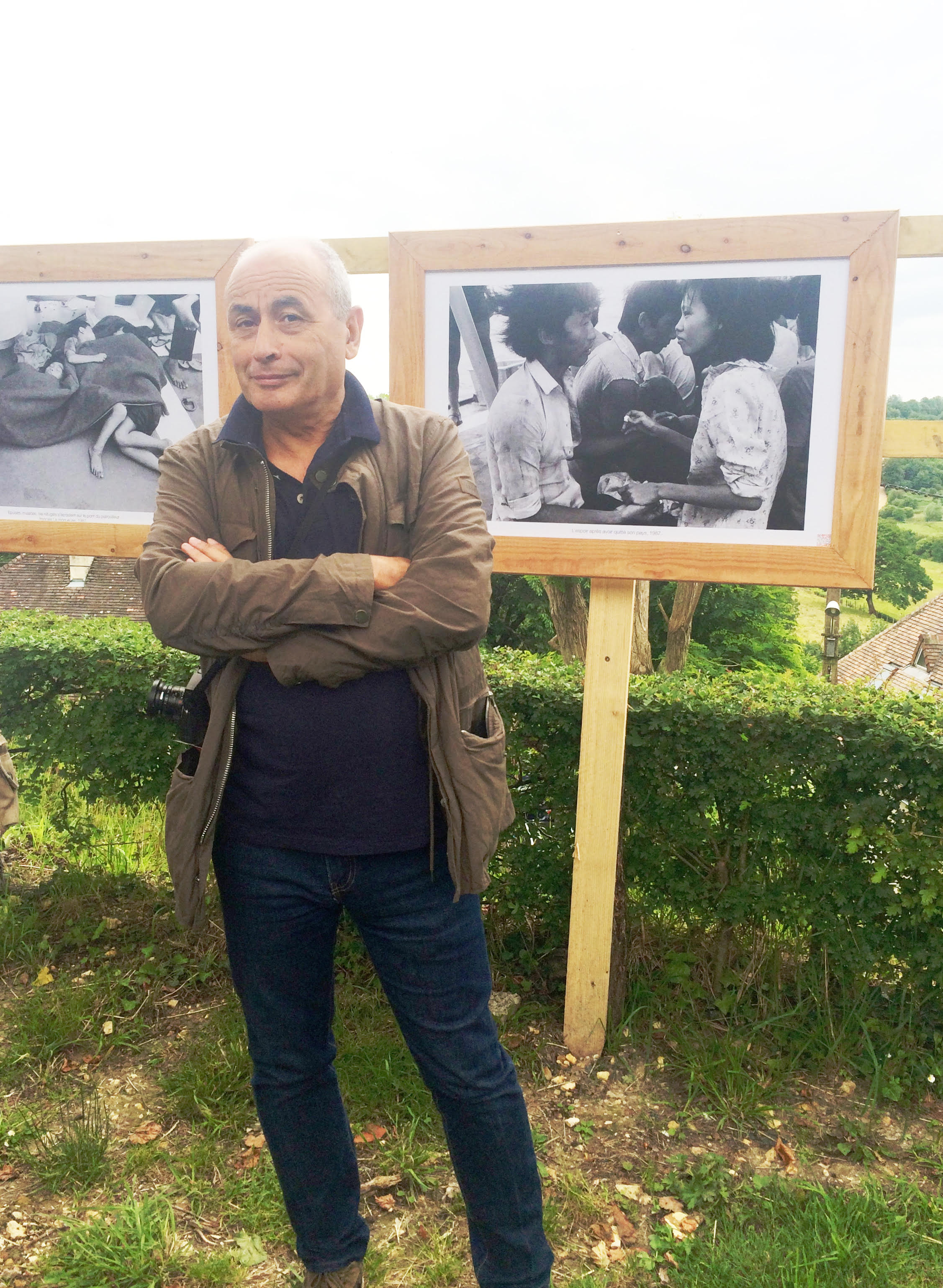
José Nicolas au festival de Bellême en 2018.

- 1998 : Souffles du monde, galerie FNAC Forum, Paris et New York, au profit d’Action contre la faim
- 2000 : Maroc, Carrousel du Louvre, Paris
- 2006 : Printemps du Livre à Cassis, Hôtel des Roches Blanches
- 2011 : L’Afghanistan, l’Insoumise, Festival Phot'Aix, Aix-en-Provence
- 2012 : Massambalo, Galerie Le ruban vert, Aix-en-Provence
- 2013 : L’Art en Vigne, Marseille
- 2013 : Vivre pour vivre, Fontaine Obscure, Aix-en-Provence
- 2014 : Rwanda, 20 ans après, Argentique le lieu, Marseille
- 2014 : Les hommes des roseaux, Festival Phot'Aix, Aix-en-Provence
- 2014 : Haïti, terre des survivants, Paris (Banque 1818) & Marseille (Argentique le lieu)
- 2017 : Festival Phot’Aubrac, Nasbinals (Lozère)
- 2017 : Galerie des Alpes, festival photo Saint-Germain, Paris
- 2017 : Haïti, terre des survivants,  Événement Art et Vin, Domaine de La Bégude (Var)
- 2017 : French Doctors, une aventure humanitaire, Galerie Argentic, Paris
- 2018 : Sa Muse, Musée Regards de Provence, Marseille
- 2018 : French Doctors, une aventure humanitaire, Festival photographique de Bellême (Normandie)
- 2018 : Tchad 1980-1997, Festival Visa pour l'Image, Perpignan
- 2018 : Entrepreneurs du Monde, Festival Phot'Aubrac, Nasbinals (Lozère)
- 2018 : Les Nuits Photographiques d'Essaouira (Maroc)
- 2018 : Tchad 1980-1997,  Espace Photo du Perche, Bellême (Normandie)
- 2019 : French Doctors, une aventure humanitaire, Photo Doc[13], Paris
- 2019 : Mer de Chine, Festival photo du Guilvinec (Bretagne)[14]
- 2019 : Beyrouth entre guerre et reconstruction », Phot'Aix - Festival photographique d'Aix-en-Provence
- 2020 : Galeries Art-Z Olivier Sultan & Galerie Sonia Monti, Paris
- 2020 : Afriques en regards #1, TransAfrik Art, L'Artisterie, La Charité-sur-Loire
- 2020 : French Doctors, une aventure humanitaire,  Arsenal de Metz[15]
- 2021 : Roumanie :Témoin de décembre 1989, Festival BarrObjectif 21e ed., Barro (Charente)
- 2021 : Marseille, de Port en Ports[16], Musée Regards de Provence, Marseille
- 2022 : Tchad des héros anonymes, Union des Photographes Professionnels, Paris

## Prix
- 1987 : Prix de l’Action Humanitaire
- 1994 : Prix Marc Flament, pour son travail sur les Casques bleus en Bosnie.

## Collections publiques
- Musée Regards de Provence, Marseille : La Caravelle (1995), Vallon des Auffes (1996), Tournage du bar de la Marine (1998), Vieux Port (2004), Vieux Port/Notre-Dame (2016)
- Musée national de l'histoire de l'immigration, Palais de la Porte dorée, Paris : "Boat people"
- La Contemporaine, Nanterre : "Opération turquoise" au Rwanda (1994), Révolution en Roumanie (1989), Hezbollah (1985), Kosovo (1999)
- Musée de l'Armée, Hôtel National des Invalides, Paris :"Libertatea", Bucarest (1989), Guerre du Golfe (1991)
- Museon Arlaten, Arles : "Les hommes des roseaux" (2012)

## Fonds
- French Doctors au Centre international du photojournalisme, Perpignan

## Photothèques
- Getty Images[17]
- Hans Lucas[18]
- Hemis[19]
- Sipa Press

## Podcast & films
- OPEX[20]
- Photographe des zones de guerre[21]